# 黄孝慈
黄孝慈（1943年5月—2017年1月9日），北京人，中国京剧表演艺术家，一级演员，江苏省戏剧家协会原副主席，中国戏剧梅花奖二度梅获得者。